# میلفورد آن سی
میلفورد آن سی (به انگلیسی: Milford on Sea) یک روستا و محله مدنی در بریتانیا است که در Milford-on-Sea واقع شده‌است. میلفورد آن سی ۴٬۶۶۰ نفر جمعیت دارد.